# Okręg wyborczy Leeds North
Okręg wyborczy Leeds North powstał w 1885 r. i wysyłał do brytyjskiej Izby Gmin jednego deputowanego. Okręg obejmował północną część miasta Leeds. Został zlikwidowany w 1955 r.

## Deputowani do brytyjskiej Izby Gmin z okręgu Leeds North
- 1885–1902: William Lawies Jackson, Partia Konserwatywna
- 1902–1918: Rowland Barran
- 1918–1922: Alexander Farquharson, Partia Liberalna
- 1922–1923: Hugh Butler, Partia Konserwatywna
- 1923–1929: Gervase Beckett, Partia Konserwatywna
- 1929–1955: Osbert Peake, Partia Konserwatywna